# بوتاواتومي
بوتاواتومي هي قبيلة هندية في أمريكا الشمالية من عرق ألغونكين ، عرفوا من قبل البيض لأول مرة عام 1670 تقريبا وعاشوا قرب غرين باس في ويسكونسن ثم رحلوا واستقروا في ميتشيغان وكانوا متحالفين مع الفرنسيين في حربهم ضد إيروكواس وكانوا ضمن مؤامرة لقتل بنوتياك ، وحاربوا بجانب الإنكليز وفي حرب الاستقلال الأمريكية وكذلك في حرب 1812 وفي عام 1846 تم نقل العديدين غلة المحميات في كانساس وهناك تخلى الكثير منهم عن عاداتهم وأصبحوا مواطنين، والبعض موجود في ويسكنسن ومعظمهم في أوكلاهوما.

## وصلات خارجية
- (بالإنجليزية) المعاهدة بين هنود الأوتاوا، والتشيبيوا، والواياندوت والبوتاواتومي

تحوي هذه المقالة معلومات مترجمة من الطبعة الحادية عشرة لدائرة المعارف البريطانية لسنة 1911 وهي الآن ضمن الملكية العامة.